# 응우옌푹미엔디에우
응우옌푹미엔디에우(베트남어: Nguyễn Phúc Miên Điều / 阮福綿𡩢 완복면조, 1836년 2월 13일 ~ 1891년 7월 17일)는 응우옌 왕조의 황족이다. 민망 황제의 71번째 아들로. 생모는 재인(才人) 부이티선(裴氏山)이다.

## 생애
민망 16년 음력 12월 27일(1836년 2월 13일), 후에 황성에서 태어났다. 어릴 적에 출각(出閣)하여 독서(讀書)를 했으며, 품행과 학문이 우수하였다.
뜨득 5년(1852년) 음력 2월, 건화군공(베트남어: Kiến Hòa Quận Công / 建和郡公)으로 봉해졌다.
타인타이 3년 음력 6월 12일(1891년 7월 17일), 사망하니 향년 57세였다. 시호를 공량(恭亮)이라 하였고, 트어티엔부 흐엉투이현 끄찐총(居正總) 즈엉쑤언사(楊春社)에 장사지냈다.

## 자녀
아들 14명과 딸 10명을 두었다. 후예들은 과(戈) 자부(字部)를 하사받고 그에 따라 이름을 지었다. 모든 자녀들이 품행을 단속하지 않고 제멋대로 하여 종적(宗籍)에서 삭제를 당하였다.

### 아들
- 응우옌푹홍띠엔(阮福洪戩) - 처음에 기외후(畿外侯)를 습봉하였으나 이후 품행을 단속하지 않고 제멋대로 하여 종적에서 삭제를 당하였다.
  - 손자 응우옌푹응호(阮福膺戯) - 좌국경(佐國卿)을 습봉하였다.

응우옌푹미엔디에우의 증손자 응우옌푹브우짜인(阮福寶正)은 현재 베트남 군주 입헌회(越南君主立憲會)의 주석을 맡고 있다.

## 참고 문헌
- 《완복족세보(阮福族世譜)》
- 《대남식록》정편(正編) 열전(列傳) 2집(二集) 권7(卷七)